# Asterales
Ordre
Classification APG III (2009)
Les Asterales sont un ordre de plantes dicotylédones très riche en espèces.

## Description
Les espèces de cet ordre sont pour la plupart des herbacées annuelles ou vivaces ; cependant, il y a aussi des arbustes et des arbres.
Les feuilles sont pour la plupart disposées en alternance et n'ont pas de stipules. Ils peuvent être pétiolés ou sessiles. Le limbe est entier (simple) ou lobé-penné (composé) avec des bords entiers et dentés-dentelés.
Les fleurs sont normalement hermaphrodites. Les pétales sont toujours soudés (sympetalia). Les fruits sont des capsules ou des akènes, rarement des baies ou des drupes.

## Distribution et habitat
Hormis les trois familles cosmopolites Campanulaceae, Asteraceae et Menyanthaceae qui ont des centres de diversité en Afrique australe, en Amérique du Sud (zones andines), mais aussi en Eurasie (entre la Méditerranée et l'Himalaya), toutes les autres familles de l'ordre sont principalement concentrées dans l'hémisphère sud (surtout en l'Australie). L'habitat est parmi les plus diversifiés (lié aux zones tempérées, subtropicales ou tropicales, mais aussi subarctique).

## Classification

### Classification actuelle

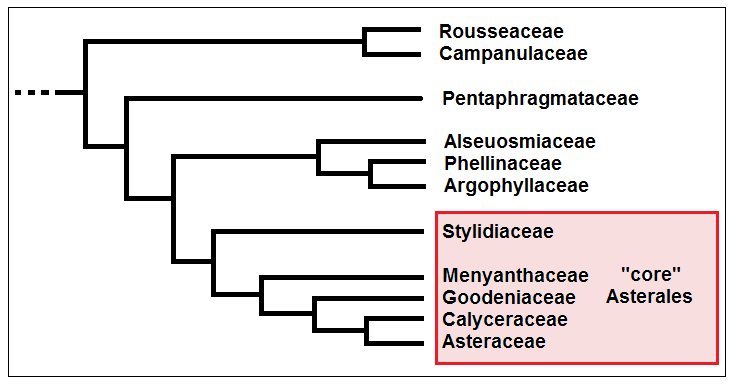
Cladogramme des Astérales

En classification phylogénétique APG III (2009), la circonscription est :
- ordre Asterales Link (1829)
- : famille Alseuosmiaceae Airy Shaw (1965)
- : famille Argophyllaceae Takht. (1987)
- : famille Asteraceae Bercht. & J.Presl (1820)
- : famille Calyceraceae R.Br. ex Rich. (1820)
- : famille Campanulaceae Juss. (1789) (incluant Lobeliaceae Juss.)
- : famille Goodeniaceae R.Br. (1810)
- : famille Menyanthaceae Dumort. (1829)
- : famille Pentaphragmataceae J.Agardh (1858)
- : famille Phellinaceae Takht. (1967)
- : famille Rousseaceae DC. (1839)
- : famille Stylidiaceae R.Br. (1810) (incluant Donatiaceae B.Chandler)

Un cladogramme simplifié basé sur un travail de Takhtajjan (1997) décrit les relations au sein des Astérales comme suit :
|  | Rousseaceae   |
|  |               |
|  | Campanulaceae |
|  |               |

|  | Alseuosmiaceae |
|  |                |
|  | Argophyllaceae |
|  |                |
|  | Phellinaceae   |
|  |                |

|  | Stylidiaceae |
|  | |
|  | \| \| Menyanthaceae \| \| \| \| \| \| Goodeniaceae \| \| \| \| \| \| Calyceraceae \| \| \| \| \| \| Asteraceae \| \| \| \| |
|  | |
|  | Menyanthaceae |
|  | |
|  | Goodeniaceae |
|  | |
|  | Calyceraceae |
|  | |
|  | Asteraceae |
|  | |

|  | Menyanthaceae |
|  |               |
|  | Goodeniaceae  |
|  |               |
|  | Calyceraceae  |
|  |               |
|  | Asteraceae    |
|  |               |

|  | Alseuosmiaceae |
|  |                |
|  | Argophyllaceae |
|  |                |
|  | Phellinaceae   |
|  |                |

|  | Stylidiaceae |
|  | |
|  | \| \| Menyanthaceae \| \| \| \| \| \| Goodeniaceae \| \| \| \| \| \| Calyceraceae \| \| \| \| \| \| Asteraceae \| \| \| \| |
|  | |
|  | Menyanthaceae |
|  | |
|  | Goodeniaceae |
|  | |
|  | Calyceraceae |
|  | |
|  | Asteraceae |
|  | |

|  | Menyanthaceae |
|  |               |
|  | Goodeniaceae  |
|  |               |
|  | Calyceraceae  |
|  |               |
|  | Asteraceae    |
|  |               |

|  | Alseuosmiaceae |
|  |                |
|  | Argophyllaceae |
|  |                |
|  | Phellinaceae   |
|  |                |

|  | Stylidiaceae |
|  | |
|  | \| \| Menyanthaceae \| \| \| \| \| \| Goodeniaceae \| \| \| \| \| \| Calyceraceae \| \| \| \| \| \| Asteraceae \| \| \| \| |
|  | |
|  | Menyanthaceae |
|  | |
|  | Goodeniaceae |
|  | |
|  | Calyceraceae |
|  | |
|  | Asteraceae |
|  | |

|  | Menyanthaceae |
|  |               |
|  | Goodeniaceae  |
|  |               |
|  | Calyceraceae  |
|  |               |
|  | Asteraceae    |
|  |               |

|  | Alseuosmiaceae |
|  |                |
|  | Argophyllaceae |
|  |                |
|  | Phellinaceae   |
|  |                |

|  | Stylidiaceae |
|  | |
|  | \| \| Menyanthaceae \| \| \| \| \| \| Goodeniaceae \| \| \| \| \| \| Calyceraceae \| \| \| \| \| \| Asteraceae \| \| \| \| |
|  | |
|  | Menyanthaceae |
|  | |
|  | Goodeniaceae |
|  | |
|  | Calyceraceae |
|  | |
|  | Asteraceae |
|  | |

|  | Menyanthaceae |
|  |               |
|  | Goodeniaceae  |
|  |               |
|  | Calyceraceae  |
|  |               |
|  | Asteraceae    |
|  |               |

|  | Rousseaceae   |
|  |               |
|  | Campanulaceae |
|  |               |

|  | Alseuosmiaceae |
|  |                |
|  | Argophyllaceae |
|  |                |
|  | Phellinaceae   |
|  |                |

|  | Stylidiaceae |
|  | |
|  | \| \| Menyanthaceae \| \| \| \| \| \| Goodeniaceae \| \| \| \| \| \| Calyceraceae \| \| \| \| \| \| Asteraceae \| \| \| \| |
|  | |
|  | Menyanthaceae |
|  | |
|  | Goodeniaceae |
|  | |
|  | Calyceraceae |
|  | |
|  | Asteraceae |
|  | |

|  | Menyanthaceae |
|  |               |
|  | Goodeniaceae  |
|  |               |
|  | Calyceraceae  |
|  |               |
|  | Asteraceae    |
|  |               |

|  | Alseuosmiaceae |
|  |                |
|  | Argophyllaceae |
|  |                |
|  | Phellinaceae   |
|  |                |

|  | Stylidiaceae |
|  | |
|  | \| \| Menyanthaceae \| \| \| \| \| \| Goodeniaceae \| \| \| \| \| \| Calyceraceae \| \| \| \| \| \| Asteraceae \| \| \| \| |
|  | |
|  | Menyanthaceae |
|  | |
|  | Goodeniaceae |
|  | |
|  | Calyceraceae |
|  | |
|  | Asteraceae |
|  | |

|  | Menyanthaceae |
|  |               |
|  | Goodeniaceae  |
|  |               |
|  | Calyceraceae  |
|  |               |
|  | Asteraceae    |
|  |               |

|  | Alseuosmiaceae |
|  |                |
|  | Argophyllaceae |
|  |                |
|  | Phellinaceae   |
|  |                |

|  | Stylidiaceae |
|  | |
|  | \| \| Menyanthaceae \| \| \| \| \| \| Goodeniaceae \| \| \| \| \| \| Calyceraceae \| \| \| \| \| \| Asteraceae \| \| \| \| |
|  | |
|  | Menyanthaceae |
|  | |
|  | Goodeniaceae |
|  | |
|  | Calyceraceae |
|  | |
|  | Asteraceae |
|  | |

|  | Menyanthaceae |
|  |               |
|  | Goodeniaceae  |
|  |               |
|  | Calyceraceae  |
|  |               |
|  | Asteraceae    |
|  |               |

|  | Alseuosmiaceae |
|  |                |
|  | Argophyllaceae |
|  |                |
|  | Phellinaceae   |
|  |                |

|  | Stylidiaceae |
|  | |
|  | \| \| Menyanthaceae \| \| \| \| \| \| Goodeniaceae \| \| \| \| \| \| Calyceraceae \| \| \| \| \| \| Asteraceae \| \| \| \| |
|  | |
|  | Menyanthaceae |
|  | |
|  | Goodeniaceae |
|  | |
|  | Calyceraceae |
|  | |
|  | Asteraceae |
|  | |

|  | Menyanthaceae |
|  |               |
|  | Goodeniaceae  |
|  |               |
|  | Calyceraceae  |
|  |               |
|  | Asteraceae    |
|  |               |

### Anciennes classifications
En classification phylogénétique APG II (2003), la circonscription est :
- ordre Asterales
- : famille Alseuosmiaceae
- : famille Argophyllaceae
- : famille Asteraceae
- : famille Calyceraceae
- : famille Campanulaceae
- :: [+ famille Lobeliaceae ]
- : famille Goodeniaceae
- : famille Menyanthaceae
- : famille Pentaphragmataceae
- : famille Phellinaceae
- : famille Rousseaceae (incl. Carpodetaceae)
- : famille Stylidiaceae
- :: [+ famille Donatiaceae ]

En classification phylogénétique APG (1998), la circonscription est :
- ordre Asterales
- : famille Alseuosmiaceae
- : famille Argophyllaceae
- : famille Asteraceae
- : famille Calyceraceae
- : famille Campanulaceae
- :: [+ famille Lobeliaceae ]
- : famille Carpodetaceae
- : famille Donatiaceae
- : famille Goodeniaceae
- : famille Menyanthaceae
- : famille Pentaphragmataceae
- : famille Phellinaceae
- : famille Rousseaceae
- : famille Stylidiaceae

la famille en "[+ ...]" est optionnelle
En classification classique de Cronquist (1981) il ne comporte qu'une seule famille :
- Asteraceae (famille du tournesol)

## Âge
D'après des calculs utilisant l'horloge moléculaire, la lignée menant aux Astérales se serait séparée des autres plantes il y a environ 112 millions d'années ou 94 millions d'années.